# 李郁 (北魏)
李郁（？—534年），字永穆，北魏赵郡人。李祥之孙，李安世之子，李谧、李玚之弟。
李郁好学沉静，博通经史。自著作佐郎为广平王元怀友，深相礼遇。元怀征召学士徐遵明，令李郁问其《五经》义例十余条，徐遵明所答数条。升任为国子博士。国学之中，朝夕讲授，只有李郁而已。他谦虚宽雅，有儒者之风。转任廷尉少卿，加冠军将军，转通直散骑常侍。魏孝庄帝建义年间，其兄李玚去世，于是抚育孤侄，归于乡里。魏孝武帝永熙初年，官至散骑常侍、卫大将军、左光禄大夫，兼都官尚书，再领给事黄门侍郎。永熙三年春，在显阳殿讲《礼记》，诏命李郁执经解说。李郁解说不止，群难锋起，无废谈笑。魏孝武帝及诸王等听者无不倾倒。不久病故，赠散骑常侍、都督定冀相沧殷五州军事、骠骑大将军、尚书左仆射、仪同三司、定州刺史。其子李士谦，官至仪同开府参军事。